# گرین هورنت (فیلم ۲۰۰۶)
گرین هورنت (به انگلیسی: The Green Hornet) عنوان یک فیلم کوتاه محصول کشور فرانسه و به زبان انگلیسی است که در پیرامون سری گرین هورنت در سال ۲۰۰۶ میلادی ساخته شده‌است.

## بازیگران
- مانو لانزی در نقش گرین هورنت (شخصیت)
- پاتریک ویو در نقش کاتو